# Aeliopotes paitensis
Aeliopotes paitensis är en stekelart som först beskrevs av Cockerell 1927.  Aeliopotes paitensis ingår i släktet Aeliopotes och familjen brokparasitsteklar. Inga underarter finns listade i Catalogue of Life.